# Mostela de clatell blanc
La mostela de clatell blanc (Poecilogale albinucha) és l'única espècie del gènere Poecilogale. És una petita mostela blanca i negra originària de l'Àfrica subsahariana que recorda moltíssim el turó ratllat africà, però és una mica més prima i té el pèl més curt. És de color negre lluent, amb la cua blanca i quatre ratlles blanques que s'estenen al llarg del dors. Fa una mitjana de 50 cm de llargada (incloent-hi la cua de 20 cm). Tot i el seu nom, no forma part del gènere de la mostela que viu a Europa, de la qual es diferencia fàcilment pels seus colors, la forma del cap i de la cua, les seves ungles molt més esmolades i la seva mida considerablement major.
Una altra de les característiques de la mostela de clatell blanc és la seva capacitat per a defensar-se ruixant els seus atacants amb un líquid de mala olor expulsada per unes glàndules situades sota la cua, que en conjunt amb la seva coloració cridanera en blanc i negre són un exemple de convergència evolutiva amb les mofetes.